# Marcus Iunius Rufinus Sabinianus
Marcus Iunius Rufinus Sabinianus war ein römischer Politiker und Senator.
Durch ein Militärdiplom, das auf den 10. März 155 datiert ist, ist belegt, dass Rufinus Sabinianus 155 zusammen mit Gaius Iulius Severus ordentlicher Konsul war. Wahrscheinlich im Amtsjahr 172/173 verwaltete er als Prokonsul die Provinz Asia. Seine Tochter Pomponia Triaria war die Ehefrau des Gaius Erucius Clarus, der 170 Konsul war. Sein Bruder war Aulus Iunius Rufinus.